# Santo Niño Cautivo
El Santo Niño Cautivo es una pequeña escultura tallada en madera policromada y encarnada del siglo XVII atribuida al escultor sevillano Juan Martínez Montañés. 

## Historia
El nombre de "Niño Cautivo" se le otorgó porque durante su viaje de España a México, cayó en manos de piratas en 1622 y estuvo preso 7 años en Argel junto con su portador Don Francisco Sandoval de Zapata, hasta su llegada, en 1629 a la Ciudad de México. Entre 1653 y 1660 los músicos de la Catedral Metropolitana de la Ciudad de México lograron que se les construyera una capilla dentro de la catedral y en ella colocaron la imagen conocida como Nuestra Señora de la Antigua y debajo de ella colocaron la escultura del niño al cual  bautizaron como el Santo Niño Cautivo.
El Santo Niño es el patrón de aquellos que quieren reformarse por estar cautivos por el alcohol y los vicios. A principios del año 2000 se le comenzó a venerar como intercesor de la salud de los secuestrados, a efectos de que regresaran con bien a sus hogares. La Iglesia Católica no ha otorgado oficialmente dicho patronato al Santo Niño, pero ello no ha impedido que la fe popular lo haya tomado como benefactor de quienes se encuentran en esa situación.